# Bernard Gaillot
Bernard Gaillot (Versailles, 1780 – Parigi, 1847) è stato un pittore francese.
Fu allievo di Jacques-Louis David.
Tra le sue opere principali:
- Cornelia. 1817.

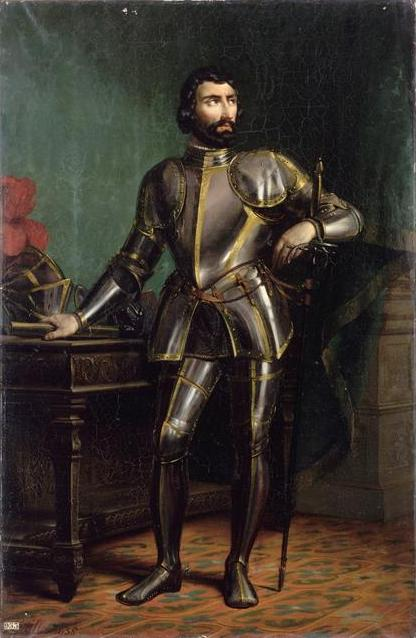
Carlo III di Borbone-Montpensier, ritratto del 1835

- San Martino. (Chiesa del Val-de-Grâce, Parigi)
- Conversione di Sant'Agostino. 1819. (Basilica di Nostra Signora delle Vittorie, Parigi)
- Sogno di Santa Monica. 1822. (Basilica di Nostra Signora delle Vittorie, Parigi)
- San Luigi visita il Santo Sepolcro. (Sagrestia della Basilica di Saint-Denis)
- Angeli. 1824. (a Lilla)
- Sogno di San Giuseppe. 1824. (a Saint-Vincent-de-Paul)